# Karakılıçlı, Manisa
Karakılıçlı là một xã thuộc huyện Manisa, tỉnh Manisa, Thổ Nhĩ Kỳ. Dân số thời điểm năm 2011 là 292 người.